# Martin Kirchharz
Martin Kirchharz (* 1984 in Köln) ist ein deutscher Dirigent, Musikpädagoge und Arrangeur. Er lebt in Bonn.

## Ausbildung
Nach dem Studium der Musikwissenschaft mit dem Schwerpunkt Harmonielehre und Tonsatz an der Rheinischen Friedrich-Wilhelms Universität Bonn setzte Kirchharz seine Ausbildung an der Hochschule für Musik und Tanz Köln im Studiengang Schulmusik (Musik auf Lehramt) fort. Dort belegte er Klavier und Klarinette als Hauptfächer sowie Dirigieren und Ensembleleitung als Schwerpunktbereiche.
Im Jahr 2006 absolvierte er den B-Lehrgang an der Landesmusikakademie NRW bei Walter Ratzek. Darüber hinaus besuchte er Dirigermeisterkurse bei verschiedenen Dozenten und erhielt Unterricht u. a. bei Pierre Kuijpers, unter dem er auch in der Jungen Bläserphilharmonie NRW mitwirkte.

## Karriere
Bereits im Alter von 16 Jahren übernahm er die Leitung seines ersten eigenen symphonischen Blasorchesters. Er war Mitglied in der Jungen Bläserphilharmonie NRW und gewann Preise bei Jugend komponiert NRW (2003), Jugend musiziert und Jugend jazzt. Seit 2008 ist er Chefdirigent des studentischen Sinfonieorchesters Uniorchester Bonn - Camerata musicale. Gleichzeitig leitet er das symphonische Projektblasorchester „West Harmony“ in Heinsberg und den Internationalen Chor der Universität Bonn, mit dem er Werke in über dreißig Sprachen interpretiert hat. Der Chor zählt über 100 aktive Mitglieder.
Kirchharz dirigiert zudem mehrere symphonische Blasorchester in Nordrhein-Westfalen, darunter das Blasorchester der Musikfreunde Urfeld (seit 2005), das Blasorchester des Musikvereins Friesheim (seit 2015) und das symphonische Blasorchester Birkesdorf (seit 2019). Gastdirigate führten ihn unter anderem zum Bayer Blasorchester Leverkusen oder zum Bonner Jugendsinfonieorchester.
Im Februar 2024 übernahm Martin Kirchharz die Leitung des Landesblasorchesters NRW. Sein Schwerpunkt hier ist die Positionierung des Landesblasorchesters NRW als Spitzenensemble der Symphonischen Blasmusik in NRW.
Er war mehrfach als Juror beim Deutschen Orchesterwettbewerb des Deutschen Musikrates tätig. Darüber hinaus ist er als Arrangeur für Chor, Blasorchester und Sinfonieorchester tätig. Seine Arrangements sind teilweise im niederländischen Verlag Batonmusic veröffentlicht. An seinen bisherigen Stationen erwies er sich als Initiator von Kooperationen mit kulturellen Institutionen. Ein Projekt ist die Erfindung des Eventkonzertes „Singfonie – Das Partykonzert“, das er als Ideengeber, Arrangeur und Dirigent mit regionalen Kulturpartnern in Bonn und dem Uniorchester Bonn – Camerata musicale durchführt, auch in der Kölner Philharmonie.

## Engagement
2024 engagierte sich Martin Kirchharz für die Musikschule in Erftstadt, in dem er mit seinem Orchester Musikverein Friesheim gegen den geplanten Stellenabbau protestierte.